# Johann Hugo von Wilderer
Johann Hugo von Wilderer (* 1670 oder 1671 in Bayern; † Juni 1724 in Mannheim, beerdigt am 7. Juni) war ein deutscher Barockkomponist.

## Leben und Werk
Wilderer war Schüler von Giovanni Legrenzi in Venedig. Vermutlich war er schon 1687 am kurpfälzischen Hof in Düsseldorf als Organist beschäftigt. Ein Beleg vom 1. Oktober 1692 zeugt von seiner Tätigkeit als Hoforganist an der damaligen Hofkirche St. Andreas. Dieses Amt bekleidete er bis 1697. Er wurde bereits während seiner Organistentätigkeit im April 1696 anlässlich seiner ersten Oper Giocasta als Vizekapellmeister bezeichnet. Diesen Titel führte er bis 1702. Ab 1703 erscheint er als Hofkapellmeister; als sein Vertreter ist Carlo Luigi Pietragrua belegt. Außerdem wurde Wilderer schon 1699 zum Hofkammerrat ernannt und 1704 oder 1705 von seinem Kurfürsten, dem Pfalz-Neuburger Johann Wilhelm, geadelt. Aus seiner Ehe mit Maria Dahmen gingen neun Kinder hervor.
Wilderer hat vermutlich Georg Friedrich Händel bei seinen Besuchen am Düsseldorfer Hof 1710 und 1711 kennengelernt. Der mit Wilderer befreundete Georg Andreas Kraft (1660–1726) schrieb zu mehreren Opern Wilderers die Ballettmusik. Ein Höhepunkt in Wilderers Leben war die Kaiserkrönung Karls VI. zu Frankfurt am Main im Jahre 1711. Hier wirkte der Komponist mit der gesamten 53-köpfigen Düsseldorfer Hofkapelle mit. Nach dem Tode des Kurfürsten Johann Wilhelm am 8. Juni 1716 wurde die Hofkapelle von dessen Bruder, dem neuen Kurfürsten Karl Philipp, der vorher in Innsbruck residiert hatte, zunächst aufgelöst. Nach baldiger Wiedereinstellung eines großen Teils der Musiker vereinigte er 1718 die Düsseldorfer Hofkapelle mit der von Jakob Greber geleiteten Innsbrucker Hofkapelle in Heidelberg und verlegte 1720 seine Residenz nach Mannheim.
Wilderer schrieb elf Opern, von denen die meisten in Düsseldorf uraufgeführt wurden, zwei Oratorien, vier Kantaten sowie einige geistliche Werke. In der Musikgeschichte wird Wilderer im Zusammenhang mit Johann Sebastian Bach erwähnt, da Bach eine Missa brevis (Kyrie und Gloria in g-Moll) von Wilderer abgeschrieben hat, die eine Zeit lang irrtümlich für ein Werk Bachs gehalten worden ist. Eine Studie von Christoph Wolff zu Wilderers Messe hat Ähnlichkeiten zwischen dieser und dem Kyrie von Bachs h-Moll-Messe festgehalten. Konrad Küster hat dagegen argumentiert, Wolffs Vermutung, Bach habe sich an Wilderer orientiert, entbehre ob der unverkennbaren Unterschiede der Grundlage. In der Zeit der Vorherrschaft der Italiener und Franzosen erlangte Wilderer eine hervorragende Bedeutung als deutscher Musiker. Neben Jakob Greber war er der erste Hofkapellmeister des Orchesters, das sich später zum berühmten Orchester der Mannheimer Schule entwickelte.

## Werke
- Il Giorno di Salute oder Demetrio in Athene: Drama par musica da rappresentarsi nei Giorni di Carnevale dell'anno 1697 per comando del Serenissimo Elettore palatino, Komponist: Johann Hugo Wilderer, Libretto: Freiherr von Demantstein, kurfürstlicher Kämmerer. – Druck: Johann Christian Schleuter, Düsseldorf.[3]

- Faustolo: Favola pastorale per musica, rappresentata alla Corte Elettorale Palatina; Komponist: Johann Hugo Wilderer; Text: Stefano Benedetto Pallavicini. – Düsseldorf: Schleuter, 1706. Digitalisierte Ausgabe der Universitäts- und Landesbibliothek Düsseldorf

- Te deum für Chor, Trompeten, Pauke, Streicher und Basso continuo, u. a. aufgenommen 1980 mit dem Norddeutschen Figuralchor und der Neuen Düsseldorfer Hofmusik unter der Leitung von Jörg Straube (WDR 3, Musik am Feiertag)